# Květoslav Spurný
Květoslav Rudolph Spurný (* 16. Mai 1923 in Rousínov; † 3. November 1999 in Schmallenberg) war ein tschechoslowakischer Aerosolforscher.

## Leben
Květoslav Spurný studierte an der Karls-Universität in Prag Chemie und Physik und erhielt 1947 sein Diplom. Nach seiner Promotion in Chemie 1950 war er zunächst am Institut für industrielle Hygiene in Prag tätig. Von 1957 bis 1972 war er Abteilungsleiter für Aerosolforschung der Tschechoslowakischen Akademie der Wissenschaften. Als politischer Flüchtling übersiedelte Spurný 1972 in die Bundesrepublik Deutschland, wo er bis zum Erreichen des Ruhestandsalters 1988 beim Fraunhofer-Institut für Umweltchemie und Ökotoxikologie in Schmallenberg-Grafschaft angestellt war. In dieser Zeit war er unter anderem Präsident der Gesellschaft für Aerosolforschung. Als Pensionär widmete er sich dem Verfassen und Herausgeben von Fachbüchern und der Geschichte der Aerosolforschung. Květoslav Spurný wurde am 3. November 1999 in der Nähe seines Wohnhauses beim Überqueren einer Landstraße von einem Auto erfasst. Er verstarb noch an der Unfallstelle.
Květoslav Spurný ist Autor von über 200 Zeitschriften-Veröffentlichungen und Autor bzw. Herausgeber von fünf Fachbüchern. Eine VDI-Richtlinie über das rasterelektronenmikroskopische Messen von Asbestfasern basiert auf seinen Erkenntnissen. Von der American Association for Aerosol Research erhielt er im Oktober 1989 als erster nichtamerikanischer Wissenschaftler den Sinclair Award. Er war ehrenamtlich in der Kommission Reinhaltung der Luft tätig.